# Balsfjord
lat_seclon_seclon_minlat_deglon_deglat_min
Balsfjord je občina v administrativni regiji Troms na Norveškem.
Občina je bila prvotno del večje občine Tromsøysund, vendar se je leta 1860 od nje odcepila. Bivša občina Malangen (ki se je od Balsfjorda odcepila leta 1871) se je leta 1964 ponovno združila z Balsfjordom.
Občina se nahaja na področju dveh fjordov, Malangen in Balsfjorden  Arhivirano 2007-10-25 na Wayback Machine., obkrožena sta z relativno visokimi hribi, med katere sodijo tudi južni vrhovi gorovja Lyngenskih Alp. 
Kmetovanje je v občini najpomembnejša gospodarska panoga, obstajajo pa tudi nekatere manufakture.
Farming is the single most important industry, although there is also some manufacturing. Mlekarna v naselju Storsteinnes je ena največjih proizvajalk norveškega rjavega sira. Proizvaja tudi svojo lastno blagovno znamko sira, imenovanega Balsfjord; narejen je iz kozjega mleka. E6 in E8 se srečata v vasi Nordkjosbotn, ki predstavlja večje prometno križišče.
Poleg impresivnih naravnih lepot med turistične zanimivosti sodijo tudi 6000 let stare skalne vrezanine v naselju Tennes (blizu cerkve), staro trgovsko središče v naselju Nordby vodna žaga iz 18. stoletja v naselju Aursfjord. V naselju Åsliis je tudi manjše polje kamnitih skulptur.
Občina je poimenovana po fjordu Balsfjorden (v jeziku Samov Báhccavuotna). 
Sami so bili prvotni naseljenci območja, okrog leta 1800 pa so prišli novi naseljenci iz južne Norveške, iz Finske in iz atlantske obale; danes je na tem področju ostalo le malo sledov o kulturi Samov.